# 莫霍沃耶湖 (萊舍沃區)
55°36′18.27″N 49°9′14.01″E / 55.6050750°N 49.1538917°E
莫霍沃耶湖（俄语：Моховое），是俄羅斯的湖泊，位於該國西部韃靼斯坦共和國，由萊舍沃區負責管轄，長0.87公里、寬0.22公里，平均水深6米，最大水深13米。